# Battery Park City

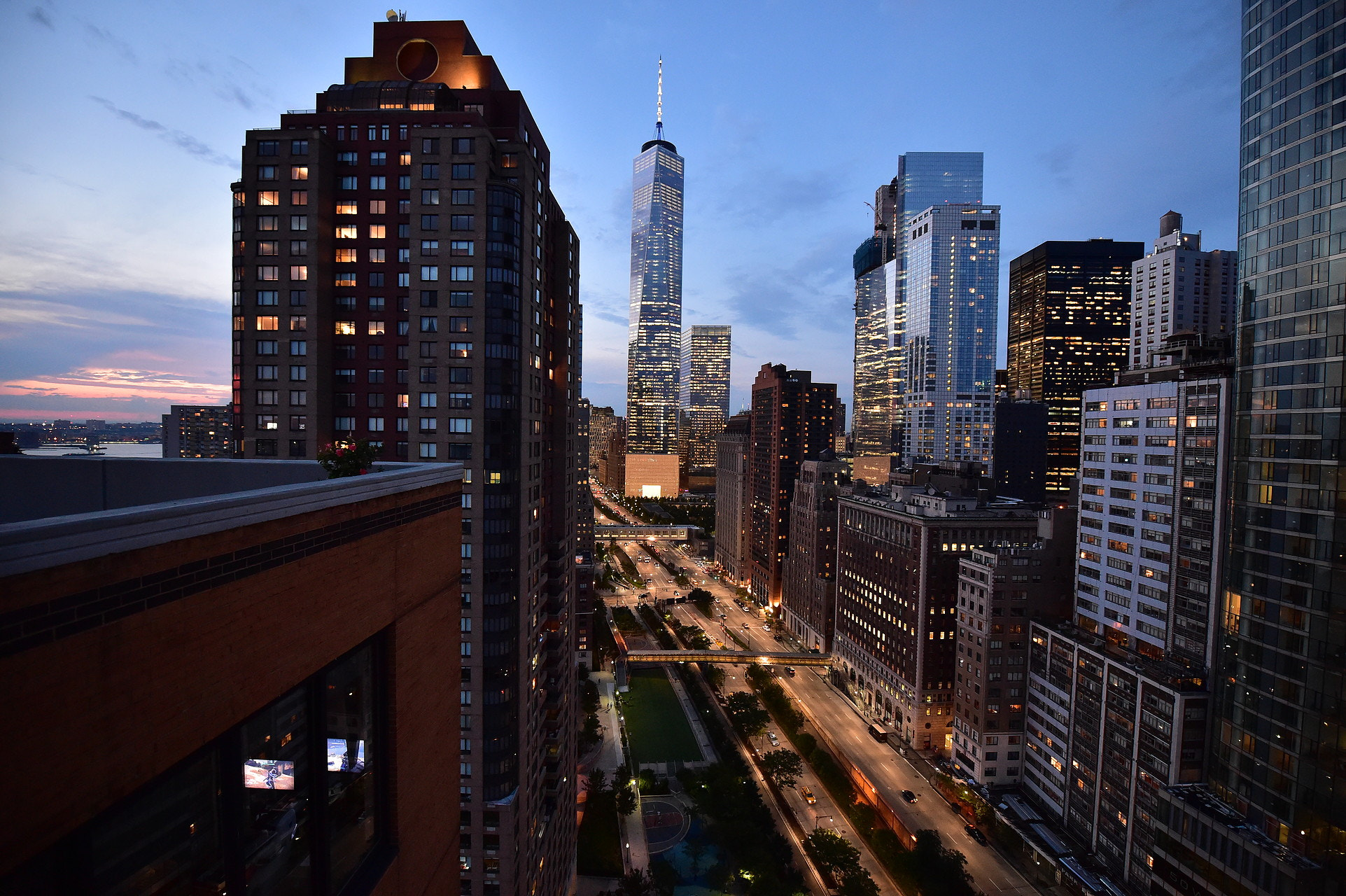
Blick nordwärts entlang West Street Richtung World Trade Center aus dem Hochhaus Liberty View

Battery Park City ist ein Stadtteil im Westen von Lower Manhattan in New York City, USA. Die Einwohnerzahl betrug 2020 laut United States Census 16.269 Einwohner.

## Beschreibung

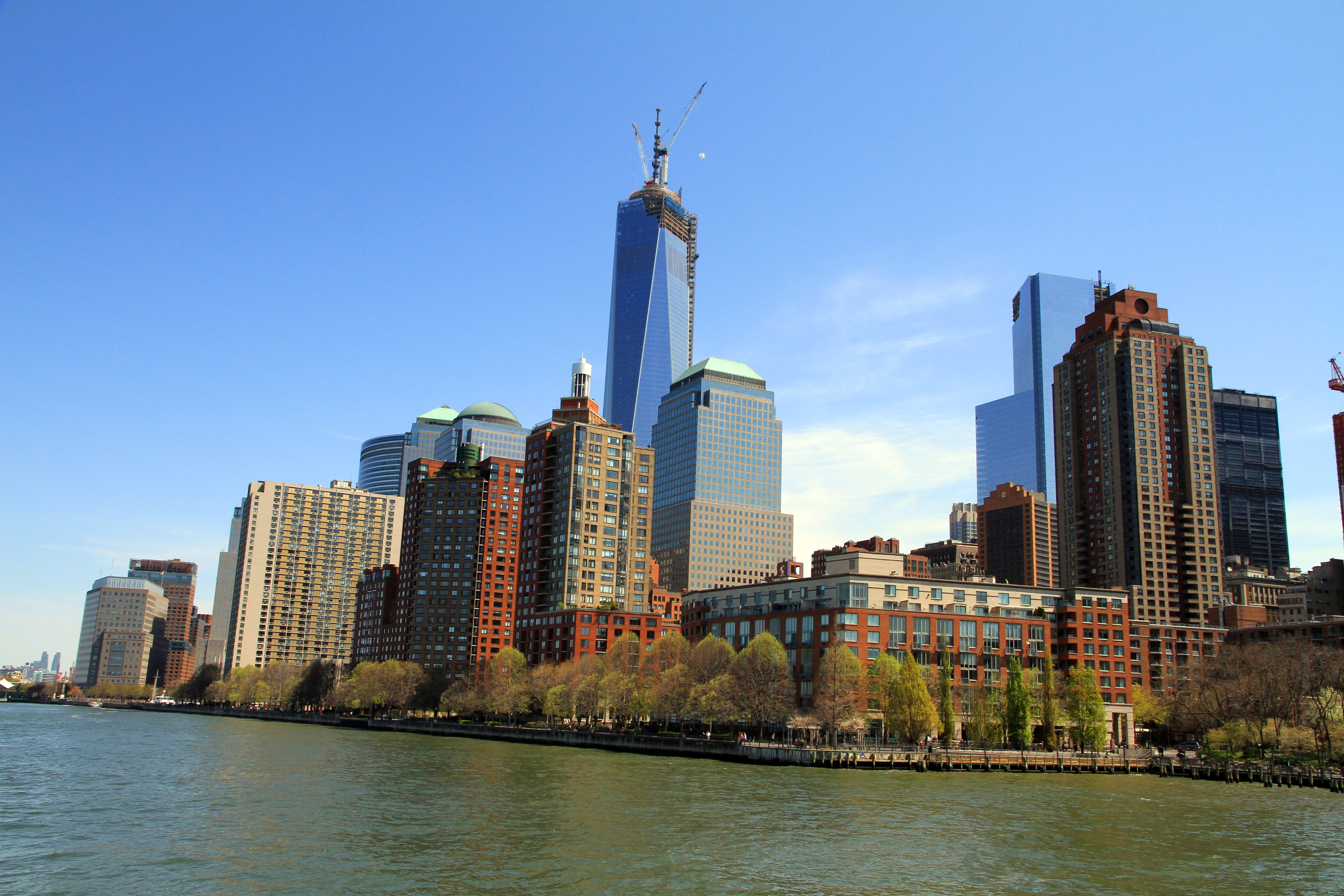
Südlicher Teil im Jahr 2013

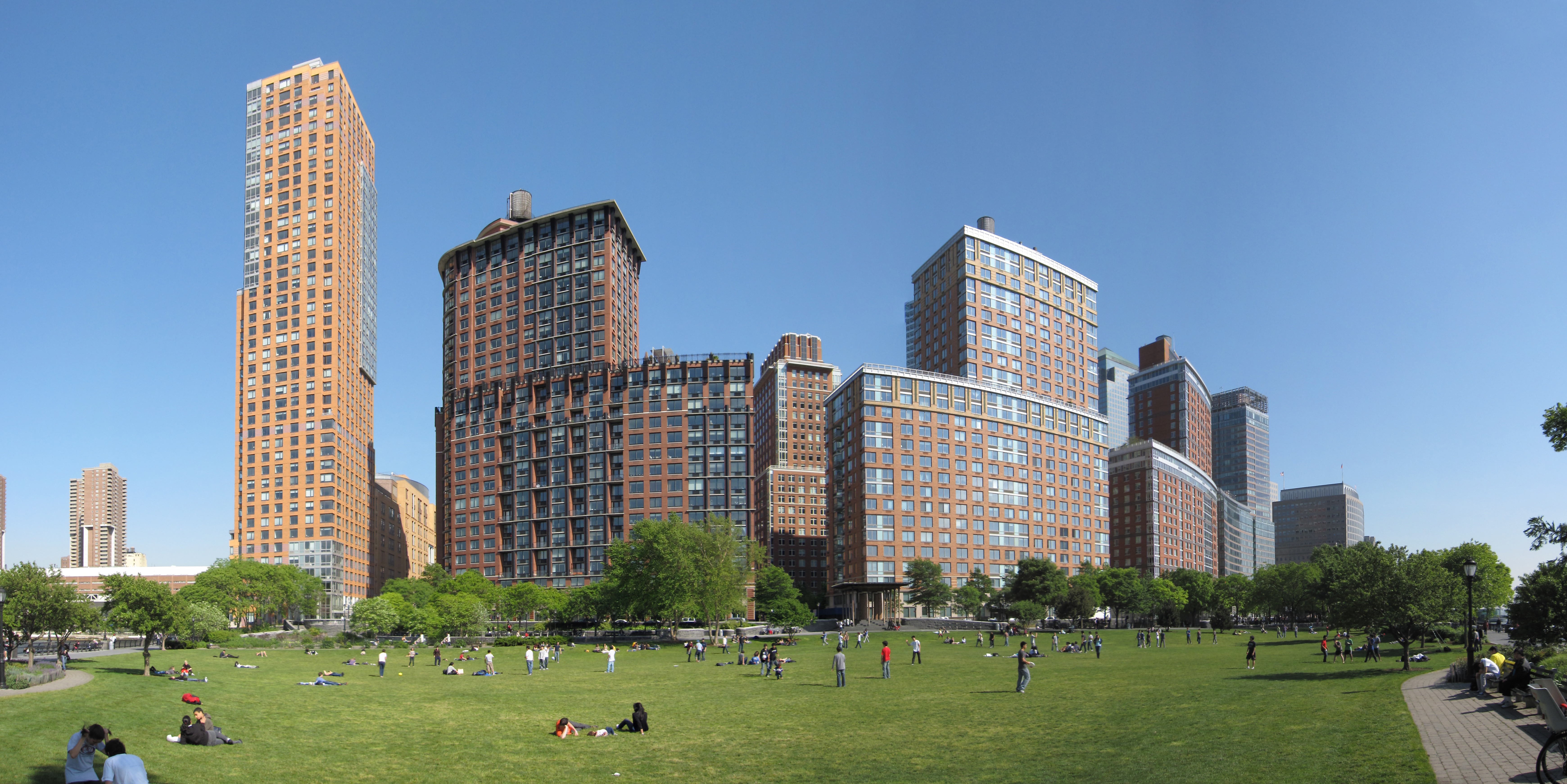
Nördlicher Teil mit Rockefeller State Park

Battery Park City entstand am Ufer des Hudson River mittels Landgewinnung auf einer knapp 0,42 km² großen Fläche, die zwischen 1967 und 1976 mit dem Aushub des 1972 erbauten alten World Trade Centers, des New York City Water Tunnels und anderer Bauprojekte aufgeschüttet wurde. Den Stadtteil benannte man nach dem an der Südspitze von Manhattan gelegenen Park The Battery (früher Battery Park). Battery Park City ist administrativ Teil des Manhattan Community Districts 1 und gehört zum 1. Bezirk des New York City Police Departments.
Battery Park City wird im Norden, Westen und Süden vom Hudson River umflossen und im Osten von der West Street begrenzt. Benachbarte Stadtteile sind im Osten das Financial District und Tribeca. Battery Park City besteht überwiegend aus Wohngebieten, die durch den Bürokomplex Brookfield Place (bis 2014 World Financial Center) in ein Nord- und Südteil getrennt werden und beherbergt des Weiteren das Museum of Jewish Heritage, das Skyscraper Museum, die Warenterminbörse New York Mercantile Exchange, die 200 West Street (Goldman Sachs New World Headquarters) sowie die Stuyvesant High School. Rund ein Drittel der Stadtteilfläche nehmen Parkanlagen und die Promenade entlang des Hudson ein.
Als erste Hochbaumaßnahme in Battery Park City wurde im Juni 1980 mit den Bau von Wohnhäusern begonnen. Ab 1981 wurde das heutige Brookfield Place (World Financial Center) errichtet. In den 1980er Jahren entstanden im Süden des Stadtteils zahlreiche Wohngebäude wie zum Beispiel im Viertel Rector Place sowie die Promenade am Hudson River. Der Bau von Wohngebäuden mit bis zu 45 Etagen und der Stuyvesant High School nördlich von Brookfield Place fand überwiegend in den 1990er Jahren statt. Um 2000 war die Bebauung von Battery Park City größtenteils vollzogen. Die Fertigstellung der letzten Gebäude fand Anfang 2011 statt. Die Einwohnerzahl stieg dementsprechend von 5574 im Jahr 1990 auf 7951 im Jahr 2000, auf 9252 im Jahr 2011 und schließlich auf 16.269 (2020) an. Im Jahr 2013 wurde eine Parkrestaurierung abgeschlossen.

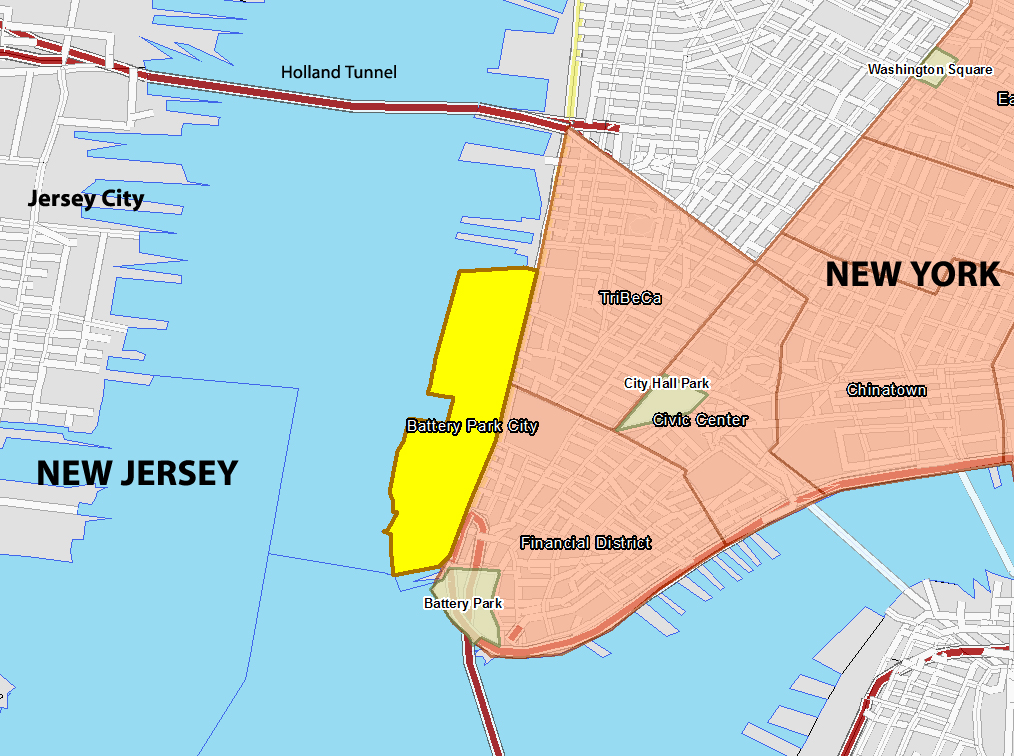
Lage der Battery Park City in Lower Manhattan
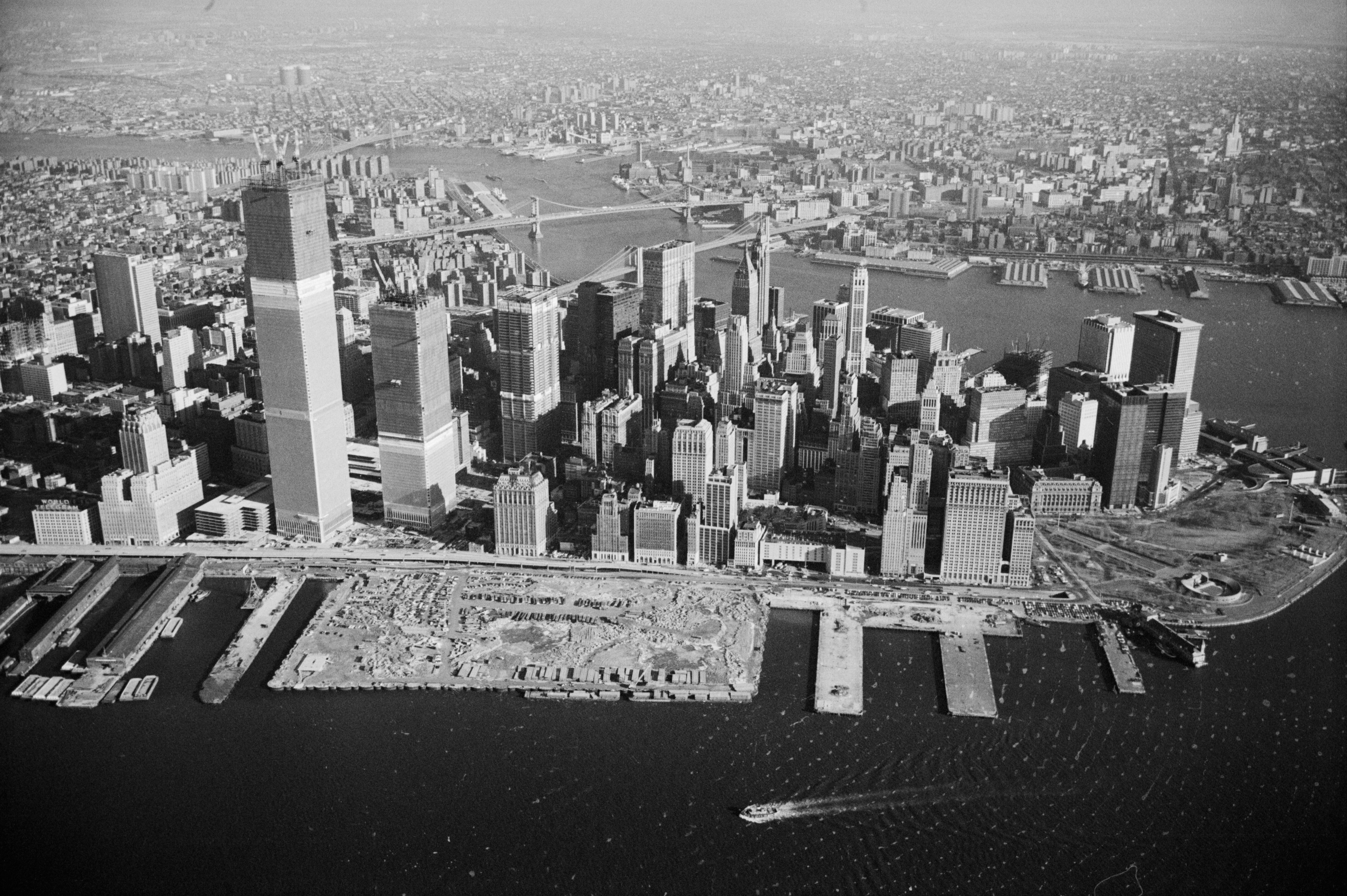
Landaufschüttung 1971 beim Bau des World Trade Centers
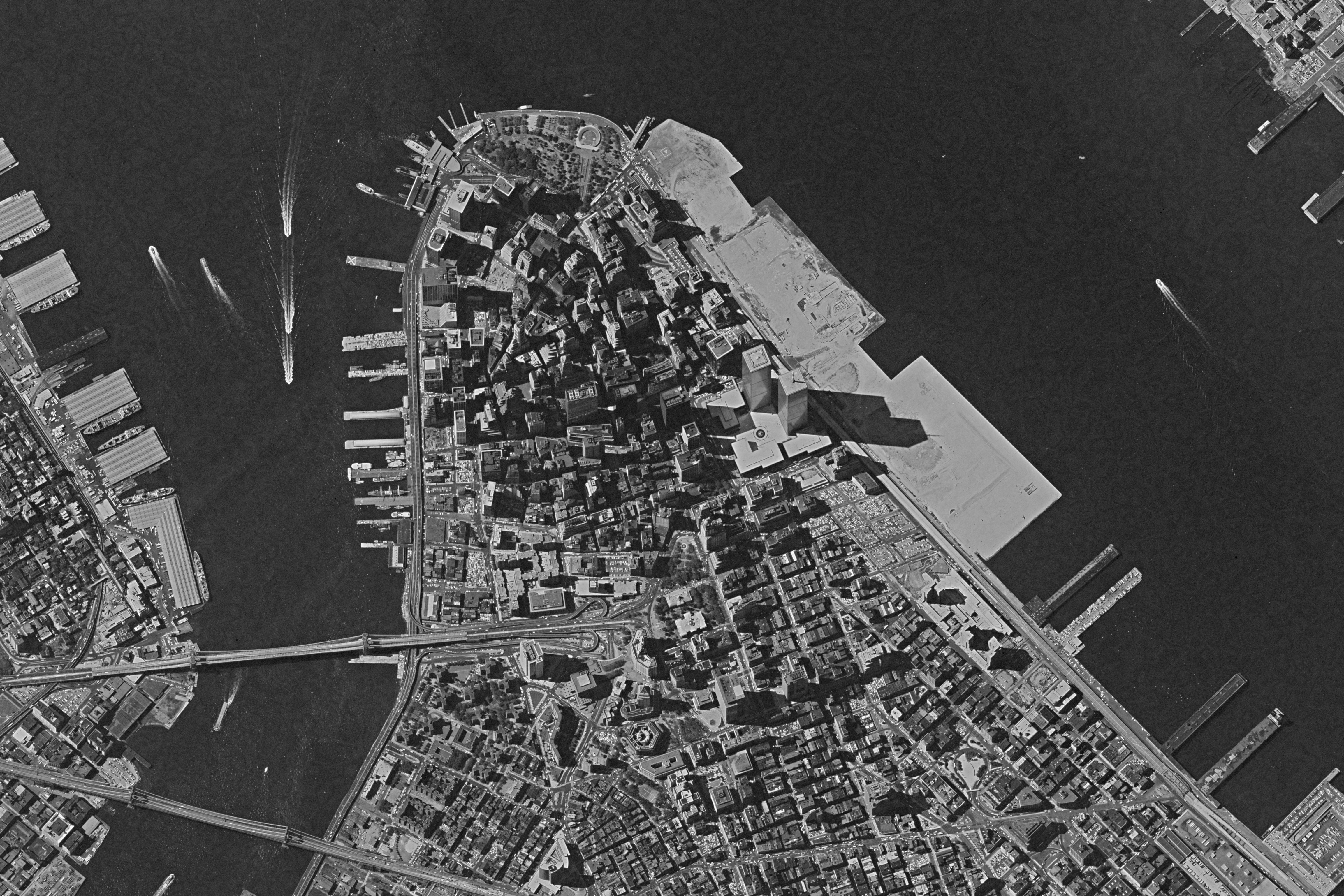
Landaufschüttung 1980 vor Beginn der Hochbauarbeiten